# Miranda Tapsell
Miranda Tapsell (Darwin; 11 de diciembre de 1987) es una actriz australiana, conocida por haber interpretado a Cynthia McCrae en la película The Sapphires.

## Biografía
Miranda se graduó de la prestigiosa escuela australiana National Institute of Dramatic Art "NIDA".
Está casada con James Colley. En mayo de 2021 hizo público su primer embarazo. El 13 de diciembre de 2021 anunció el nacimiento de su hija, Grace Birri-Pa Purnarrika Colley.

## Carrera
En el 2012 apareció en la película Mabo donde interpretó a la esposa de Davy (Heath Bergersen), y a Teneka en un episodio de la miniserie indígena Redfern Now.
Ese mismo año se unió al elenco de la película The Sapphires donde interpretó a Cynthia McCrae, una mujer aborigen que se une junto a sus familiares Julie (Jessica Mauboy), Kay (Shari Sebbens) y Gail McCrae (Deborah Mailman) para formar un grupo de cantantes de soul conocido como "The Sapphires". 
En el 2013 se anunció que Miranda aparecería en la miniserie Love Child.
En agosto del 2015 se anunció que Miranda se había unido al elenco de la nueva miniserie política de seis partes The Secret City's, y se espera sea estrenada en marzo del 2016.

## Filmografía

### Series de televisión
| Año             | Título             | Personaje          | Notas                            |
| --------------- | ------------------ | ------------------ | -------------------------------- |
| 2017 - presente | Newton's Law       | Skye Stewart       | 7 episodios                      |
| 2018            | Squinters          | Miranda            | 2 episodios                      |
| 2017            | Little J & Big Cuz | Little J           | 13 episodios                     |
| 2014 - 2017     | Love Child         | Martha Tenant      | 36 episodios                     |
| 2016            | Secret City        | Sasha Rose         | 6 episodios - miniserie          |
| 2016            | Cleverman          | Lena               | episodio "First Contact"         |
| 2016            | Wolf Creek         | Fatima             | episodio "Billabong" - miniserie |
| 2015            | Fresh Blood        | Tara               | episodio "Aunty Donna"           |
| 2012            | Redfern Now        | Teneka             | episodio "Joy Ride"              |
| 2010            | Magical Tales      | Princesa Desdemona | episodio "Oh, Fairy Godmother!?" |

### Películas
| Año  | Título          | Personaje      | Notas                                                                                          |
| ---- | --------------- | -------------- | ---------------------------------------------------------------------------------------------- |
| 2013 | Vote Yes        | Elizabeth      | corto - junto a Nathan Page, Mirrah Foulkes & Hamish Maclennan                                 |
| 2013 | Words with Gods | -              | junto a Demián Bichir, Emir Kusturica, Sarai Givaty & Yilmaz Erdogan                           |
| 2012 | Mabo            | Esposa de Davy | junto a Jimi Bani, Deborah Mailman, Miranda Otto, Ewen Leslie, Colin Friels & Felix Williamson |
| 2012 | The Sapphires   | Cynthia McCrae | junto a Chris O'Dowd, Deborah Mailman, Jessica Mauboy, Shari Sebbens & Eka Darville            |

### Apariciones
| Año  | Programa     | Notas                          |
| ---- | ------------ | ------------------------------ |
| 2014 | Black Comedy | 4 episodios (elenco invitaado) |

### Teatro
| Año  | Obra                      | Personaje | Director (a)   | Teatro              | Notas                                                                |
| ---- | ------------------------- | --------- | -------------- | ------------------- | -------------------------------------------------------------------- |
| 2013 | Secret River              | -         | Neil Armfield  | Canberra Theatre    | junto a Anita Hegh, Ethel-Anne Gundy, Nathaniel Dean & Ursual Yovich |
| 2010 | A Midsummer Night's Dream | -         | -              | -                   | junto a Danielle Andrews, Robbie Collins & Ella Watson-Russell       |
| 2008 | Yibiyung                  | -         | Wesley Enoch   | Belvoir St. Theatre | junto a Sibylla Budd, Russell Dykstra, Roxanne McDonald & Jimi Bani  |
| 2008 | Gallipoli                 | -         | Nigel Jamieson | NIDA Theatre        | junto a Marta Dusseldorp, Ewen Leslie y Hayley McElhinney            |

## Premios y nominaciones
| Año  | Categoría                 | Premio               | Serie      | Resultado |
| ---- | ------------------------- | -------------------- | ---------- | --------- |
| 2015 | Most Popular New Talent   | Logie Award          | Love Child | Ganadora  |
| 2015 | Most Outstanding Newcomer | Graham Kennedy Award | Love Child | Ganadora  |